# Експертні команди з оцінювання повсякденного функціонування особи
Експертні команди з оцінювання повсякденного функціонування особи (ЕКОПФО)— спеціально створені команди лікарів в спеціально визначених Міністерством охорони здоров'я закладах охорони здоров'я, які проводять оцінювання повсякденного функціонування особи, встановлюють групи (підгрупи) інвалідності, фіксують причини та час її настання; встановлюють ступінь втрати професійної працездатності та виконують інші обов'язки відповідно до Порядку проведення оцінювання повсякденного функціонування особи затвердженого постановою Кабінету міністрів України.
Такі експертні команди створені на заміну Медико-соціальних експертних комісій (МСЕК), та почали діяти з 01 січня 2025 року.
Проведення оцінювання повсякденного функціонування особи організовується в кластерних та надкластерних закладах охорони здоров'я та за потреби та/або в разі відсутності затвердженої спроможної мережі закладів охорони здоров'я на території регіону, проводиться також у закладах комунальної або державної форми власності визначених головами обласних військових адміністрації, погодженими з Міністерством охорони здоров'я, закладах охорони здоров'я.

## Передумови створення
З моменту відновлення незалежності України працівники МСЕК неодноразово опинялися у центрі корупційних скандалів, через те, що людина з інвалідністю не мала змогу отримувати допомогу від держави не сплативши хабар. Виникали ситуації коли людина без інвалідності отримує грошову допомогу, а людина з інвалідністю не може її отримати.
В 2021 році Міністерство охорони здоров'я озвучує плани про реформування системи МСЕК та впровадження Міжнародної класифікації функціонування (МКФ). Планувалося протягом двох років повністю ліквідувати систему МСЕК, змінити підходи до встановлення втрати працездатності, зробити процес оцінювання автоматизовано без впливу комісій (та їх суб'єктивної думки щодо встановлення інвалідності). Планувалося, що ступінь втрати працездатності визначатиметься за набором кодів, які вноситиме мультидисциплінарна команда до відповідного програмного забезпечення, Команда працюватиме з пацієнтом не з моменту виписки з лікарні, а з моменту госпіталізації. Контроль за процесом оцінювання покладався би на спеціально створене Національне агентство.
Після повномасштабного вторгнення в 2022 році, з системою МСЕК стикаються поранені військові, виникають чисельні епізоди бюрократії, недотримання строків розгляду справ, відсутності інклюзивних умов, черги, вимагання хабарів, тощо.
Восени 2024 року виникають ряд корупційних скандалів з головами обласних та міських МСЕК. 7 жовтня 2024 року Печерський райсуд Києва заарештував керівницю Хмельницького обласного центру МСЕК Тетяну Крупу на 60 діб із заставою 500 млн грн. Їй повідомили про підозру у незаконному збагаченні (ст. 368-5 КК України). Під час обшуку було вилучено $6 млн, коштовності, цінні папери, виявлено $2,5 млн на закордонних рахунках. 21 жовтня 2024 року Офіс Генерального прокурора оприлюднив результати службового розслідування щодо набуття інвалідності прокурорами та ініціював створення робочої групи із залученням міжнародних експертів. Міністерство охорони здоров'я провело перевірки та скасувало висновки про встановлення інвалідності 74 військовозобов'язаним Хмельницьким МСЕК. Перевірено 18779 медико-експертних справ. У 3146 справах рішення МСЕК було визнано сумнівними та призначено додаткову експертизу. Рішення у 74 справах були скасовані. У 38 випадках ІІ група інвалідності скасована і встановлено ІІІ групу інвалідності. У 36 випадках групу інвалідності було знято.
22 жовтня 2024 року було підписано указ президента № 732/2024, що зобов'язував Офіс генпрокурора, СБУ, ДБР, Нацполіцію та НАБУ протягом місяця прозвітувати про розслідування правопорушень під час встановлення інвалідності посадовим особам державних органів. Того ж дня СБУ викрила керівницю Миколаївського МСЕК на незаконному збагаченні, у неї виявили майже $500 тис., її син при цьому мав російський паспорт і був формальним власником трьох квартир матері.
20 листопада 2024 року Верховна Рада підтримала у першому читанні законопроект № 12178 про ліквідацію медико-соціальних експертних комісій.
25 листопада 2024 року МОЗ разом з правоохоронними органами ініціює перевірку рішення щодо встановлення інвалідності 1695 посадовим особам з понад 30 державних органів.
15 листопада 2024 року, Кабінет Міністрів України прийняв постанову «Про деякі питання запровадження оцінювання повсякденного функціонування особи», яка визначає новий порядок проведення оцінювання і замінює процес медико-соціальної експертизи (МСЕК).
16 грудня 2024 року, МОЗ оголосило про те, що визначено перелік лікарень, в яких працюватимуть експертні команди з оцінювання повсякденного функціонування особи (286 закладів охорони здоров'я). Створено 1348 експертних команд. Найбільше — за профілем «загально-хірургічна», «загальна», «хірургічна» та «травматологічна». Серед інших профілів команд — кардіоневрологічна, офтальмологічна, онкологічна, фтизіатрична, гематологічна та психіатрична. До складу команд увійшли понад 4300 лікарів, тоді як у МСЕК працювало майже 1300. Створено відповідний дашборд із командами закладів та карту закладів який розміщений на сайті МОЗ.
19 грудня 2024 року Верховна Рада прийняла в цілому законопроєкт щодо ліквідації медико-соціальної експертної комісії (МСЕК). 30 грудня 2024 року закон про ліквідацію МСЕК підписаний президентом України Володимиром Зеленським.

## Відмінності діяльності експертних команд від МСЕК
Відміняється потреба проходити лікарсько-консультативну комісію закладу — лікуючий лікар одразу направлятиме на оцінювання. Для окремого переліку станів лікар зможе направити на оцінювання одразу після встановлення визначеного діагнозу чи інтервенції, не очікуючи, як раніше, на 120 днів лікарняного. Електронне направлення на додаткові обстеження формуватимуть лікарі експертної команди під час оцінювання, і без вагомих причин дообстеження не зможуть відбуватися більш як один раз. Рішення експертної команди передаватиметься до органів соціального захисту через електронну систему.
Оцінювання проводять команди лікарів-практиків на базі визначених МОЗ лікарень. Пацієнт разом зі своїм лікарем обирає один із таких закладів, де бажає проходити оцінювання. В одному закладі існують декілька команд на кожен профіль справ. У цих же лікарнях можна пройти додаткові обстеження за Програмою медичних гарантій.
Замість повністю паперового процесу, запроваджено електронну систему. Направлення і документи до нього, протокол, рішення та усі дії фіксуються в електронній системі.
Під кожний випадок формуватиметься індивідуальний склад експертної команди, які не є сталими. Адміністратор у закладі перевіряє в електронній системі повноту отриманої справи та чи вірно система визначила спеціальності лікарів й форму розгляду згідно з критеріями. Після чого система визначає для справи профільну команду, яка має найближчий доступний час для проведення оцінювання. Адміністратор команд не знає, до якої команди і на який час потрапить справа, а індивідуальні дані лікарів та пацієнтів приховані одні від одних до дня оцінювання.
Колишнім головам МСЕК заборонено входити до складу експертних команд.
Дані пацієнтів та лікарів, які будуть проводити оцінювання, приховані один від одного до дня оцінювання.
Центр оцінювання функціонального стану осіб, перевірятиме обґрунтованість рішень команд та займається справами, направленими на оскарження. Команда центру складається з лікарів різних закладів охорони здоров'я.
Скорочено кількість документів, що отримує людина за результатами оцінювання: замість 12 довідок чи виписок у різних комбінаціях видається 1 комплексний документ.
Особі або її представнику дозволено здійснювати відео- або аудіозапис оцінювання. Обов'язкова відеофіксація вводиться з 2026 року.
Фінансування команд відбувається через НСЗУ за послуги з оцінювання відповідно до прозорих вимог до діяльності команд.

## Мета оцінювання
Метою направлення особи на оцінювання Експертною командою з оцінювання повсякденного функціонування особи можуть бути:
- встановлення інвалідності;
- зміна причини інвалідності;
- закінчення строку, на який встановлено інвалідність;
- повторне оцінювання у разі настання змін у стані здоров'я;
- оновлення рекомендацій, які є частиною індивідуальної програми реабілітації особи з інвалідністю;
- встановлення ступеня втрати професійної працездатності;
- продовження тимчасової непрацездатності;
- визначення медичних показань для забезпечення автомобілем та/або електроскутером і протипоказань до керування ними;
- встановлення причинного зв'язку смерті з професійним захворюванням, трудовим каліцтвом або іншим ушкодженням здоров'я;
- визначення потреби в постійному догляді та інших соціальних послугах;
- призначення допоміжних засобів реабілітації (технічних та інших засобів реабілітації) та/або медичних виробів;
- встановлення причинного зв'язку інвалідності з хворобами, перенесеними у дитинстві.

## Огляд дітей
Для дітей залишається чинна система, за якої статус інвалідності призначають за рішенням лікарсько-консультативної комісії закладу охорони здоров'я.